# Ruisseau de Gabacut
Le ruisseau de Gabacut est un ruisseau français de la région Auvergne-Rhône-Alpes, affluent de rive  droite de la Rhue et donc sous-affluent de la Dordogne.

## Géographie
Le ruisseau de Gabacut prend sa source vers 1 170 m d’altitude, dans le parc naturel régional des volcans d'Auvergne, dans le département du Puy-de-Dôme, sur la commune d’Égliseneuve-d'Entraigues, près du lieu-dit Sougeat la Souze, à environ trois kilomètres au sud-ouest du lac Chauvet.
Il passe sous les routes départementales (RD) 128 et 30 puis entre dans le département du Cantal. Il passe sous la RD 88 après laquelle son cours est arrêté par un barrage, formant la « retenue de Gabacut ». Il passe sous la RD 622 et continue au travers de gorges profondes de cent à cent-cinquante mètres, longeant la forêt domaniale de Maubert et Gaulis, au sortir de laquelle il forme les cascades de Cournillou.
Il passe sous la RD 47 et, à un kilomètre et demi au sud du village de Trémouille, il rejoint la Rhue en rive droite, vers 580 m d’altitude, au nord du pont de Castellane, en limite des communes de Montboudif et Trémouille.
Sur les douze derniers kilomètres de son cours, le ruisseau de Gabacut sert de limite naturelle aux communes qu'il borde, dont plus de trois kilomètres entre le  Puy-de-Dôme et le Cantal.
Il est long de 19,3 km pour un bassin versant de 33 km2.

### Affluents
Parmi les onze affluents répertoriés par le Sandre, les plus longs sont deux ruisseaux sans nom, tous deux en rive droite, longs de 6,4 km (alimentant le lac de la Landie), et de 3,9 km. Un de ses affluents de rive gauche, long de 3 km, porte le même nom que lui.

### Communes et départements traversés
Le ruisseau de Gabacut arrose quatre communes,, situées dans deux départements de la région Auvergne-Rhône-Alpes, soit d'amont vers l'aval :
- Puy-de-Dôme
  - Égliseneuve-d'Entraigues (source)
  - Saint-Genès-Champespe
- Cantal
  - Montboudif (confluence)
  - Trémouille (confluence)

## Monuments ou sites remarquables à proximité
Les cascades de Cournillou en limite des communes de Montboudif et Trémouille.